# La febre d'or
|  | No s'ha de confondre amb Febre de l'or. |

|  | Aquest article tracta sobre la novel·la de Narcís Oller. Si cerqueu el període de la història de Catalunya en que s'inspira aquesta novel·la, vegeu «Febre d'Or». |

La febre d'or és una novel·la costumista de Narcís Oller. Es tracta de l'obra més ambiciosa de l'autor publicada en tres volums entre 1890 i 1892.
Quan Narcís Oller escriu aquesta novel·la es troba en el moment més àlgid de la seva popularitat i en ella descriu la societat barcelonina de finals del segle xix, en el període conegut com a Febre d'Or, d'on pren el seu nom. A través d'una narració rica en detalls, l'autor presenta la societat burgesa i refinada i, també, la Barcelona treballadora de la part baixa de la ciutat. Presenta l'especulació que fa rics i els resultats tangibles d'aquesta especulació que transformen la ciutat.
La febre d'or es pot encabir dins la novel·la de costums, fet que l'apropa a Pilar Prim, una de les altres novel·les d'Oller que es classifica dins el gènere costumista.

## Realització
Oller havia escrit Vilaniu, obra centrada en la seva ciutat nadiua, quan decideix abordar una gran novel·la situada a Barcelona i descrivint la burgesia emergent socialment i econòmicament. L'autor la va començar a pensar el 1883 i el 1886 li confessà a Galdós que tenia plans per fer una novel·la que imagina tan ambiciosa que potser no en tindrà forces per acabar-la. A més, l'amoïnava la dificultat en transformar prou els personatges perquè no s'identifiquin amb cap persona real i evitar un possible escàndol.
Després d'un llarg temps de maduració, el 1889 va escriure "de cop" tot el correspondria al primer volum, per tal d'avançar-se a la publicació de L'Argent de Zola que tractava un tema similar. La pressa d'Oller venia donada per l'interès del públic per "tot allò que ve de fora, en lloc del que produeixen els valors propis".
La publicació del segon volum, que tancava la primera part, va ser realitzada poc després i no seria fins al 1892 quan s'edità el tercer i últim volum.
L'autor s'inspira fidelment en la Barcelona de l'època, del segle xix i permet veure el pas d'una Barcelona rural a una Barcelona industrial, canvi que fou acompanyat per la Febre de la Borsa dels anys 1880 i 1881. El mateix autor recull a les seves Memòries literàries que volia "estudiar de prop aquella follia. El meu afany fou, doncs, el de posar-me en condicions de poder-ho veure tot, de poder escatir tot, de poder àdhuc, penetrar i romandre al Casino Mercantil i guanyar-me les simpaties d'aquells dels argonautes que, per més típics, major curiositat em despertaven".
La posada en escena on es desenvolupen els fets permet conèixer el Liceu on es reunia la societat més refinada de Barcelona i també la societat provinciana mitjançant la festa d'inauguració de la torre dels Giró. Permet endinsar-se a l'Hipòdrom i les seves diversions aristocràtiques que l'autor utilitza per explicar com "Barcelona dona el to de les grans ciutats del dia".
L'activitat especulativa analitzada és alhora vinculada amb un altre esdeveniment que va fascinar tota una generació: l'Exposició Universal de 1888. L'autor ho considerava una fita històrica per "enaltir i reivindicar Catalunya" i, en conseqüència, "regenerar Espanya". Oller va seguir de prop les obres de la ciutat, va entrevistar als principals responsables de la transformació: Josep Vilaseca, Pere Falqués i Domènech i Montaner, i visita els tallers dels escultors, els ebenistes i les foneries. Com a catalanista l'exaltava "tot aquell traüt, tot aquell esforç titànic que donava tan brava mostra de les nostres energies i de la nostra set de progrés, encenien la meva imaginació, el meu catalanisme, la fe posada en aquest poble".
L'autor centra el relat en l'ascensió social i l'enriquiment d'una família gràcies a la borsa, però també en la ciutat de Barcelona que té una ascensió paral·lela a la de la burgesia retratada i que es converteix en una ciutat cosmopolita i brillant. Oller retrata la forma de vida dels personatges, les seves cases, mobles, vestits i costums.

## Contingut
L'obra està dividida en dues parts: la pujada i l'estimbada. La primera consta de vint capítols i la segona en té catorze.
La trama de la novel·la és l'ascensió de Gil Foix i la seva família i parents. Els seus orígens eren menestrals - fuster -, des d'on va arribar a l'alta burgesia, per a després caure de cop amb l'obligació de retornar als seus orígens, acompanyat d'una alienació mental.
A la primera part, la pujada, es narra la transformació econòmica gràcies a la borsa mentre va introduint un munt de personatges definits per la seva forma particular de parlar: Caterina, l'esposa, que no acaba d'adaptar-se a la nova situació; Delfina, la seva filla, que se situarà al marge de la situació; Eladi, nebot de Gil Foix, és un noi cregut i inconscient que és soci del personatge principal; Francesc, el germà de Caterina i pintor; Mònica, la mare de Caterina que representa el seny que fa falta enmig de la follia familiar.
Oller crea dos grups de personatges, de facto, els que estan relacionats amb les activitats de la borsa, que generen una certa antipatia en el lector, com ara Foix, Eladi o Rodon, i els que es mantenen al marge de l'especulació i que són persones més intel·ligents que assumeixen que han de viure del que saben fer, com en Francesc o Bernat. Oller presenta l'antagonisme entre els dos grups a través de les paraules de Monfar quan coneix Gil Foix i en veure la petulància i ignorància del nou ric, afirmava: "A quina gent protegeix la fortuna!". Així, els personatges menys relacionats amb el fil central són els més positius. Per exemple, Mónica, la sogra del personatge central, està totalment oposada a la vida de malbaratament de Gil Foix. És el símbol de la família que l'autor considera la base de l'ordre social i que, quan comença l'ensulsiada, els aconsella i els ajuda a tenir casa pròpia.
A la segona part, un cop presentats els personatges i arribat al nucli del relat, els esdeveniments es precipiten de forma sobtada. Hi ha un trencament de la unitat familiar i una relaxació dels costums. Una visió decadent que tindrà el seu fi quan arriben a la ruïna i es produeix un retrobament de la unitat familiar marcada per la malaltia del protagonista que retorna a la seva antiga professió. És la moralitat d'Oller que mostra la llar de Gil Foix on s'ha recuperat "aquest bau de família que l'interès havia allunyat de casa i que la humilitat i les penes ens tornen com una compensació del cel".

## Adaptacions
L'obra es va adaptar al cinema l'any 1993, sota la direcció de Gonzalo Herralde Grau.